# J. Randy Taraborrelli
John Randall Taraborrelli (Filadélfia, 29 de fevereiro de 1956), mas conhecido pela nome comercial J. Randy Taraborrelli, é um famoso jornalista e biógrafo estadunidense.
Autor de consagradas biografias de importantes e influentes astros, como Michael Jackson, Madonna e Frank Sinatra. Já foi repórter dos jornais The Times e do Daily Mirror; Atualmente é consultor da rede de TV CBS News;

## Obras
Suas biografias e livros são:
- Diana: A Celebration of the Life and Career of Diana Ross (1985)
- Cher - A Biography (1986 - Atualizado em 1992)
- Motown: Hot Wax, City Cool and Solid Gold (1986 - Atualizado em 1988)
- Call Her Miss Ross (1989 - Atualizado em 2007, com o título Diana Ross - A Biography)
- Michael Jackson - The Magic and the Madness (1991 - Atualizado em 2003 e 2004. Em 2009, foi relançado em uma edição atualizada com o título Michael Jackson - The Magic, the Madness, the Whole Story)
- Sinatra - Behind the Legend (1997 - Atializado em 1998)
- Jackie, Ethel and Joan: Women of Camelot (2000)
- Madonna - An Intimate Biography (2001 - Atualizada em 2002)
- Once Upon a Time: Behind the Fairytale of Princess Grace and Prince Rainier (2003)
- Elizabeth (2006)
- The Secret Life of Marilyn Monroe (2009)